# Deuxième vague féministe
La deuxième vague féministe est une période de lutte féministe qui commence à la fin des années 1960 et qui s'étend à travers le monde occidental. Alors que la première vague se concentrait surtout sur le droit de vote et les droits fondamentaux, la deuxième vague se focalise davantage sur la sexualité, la place de la femme dans la famille mais aussi les violences conjugales ou le viol.

## Présentation
Après la Première Guerre mondiale, le mouvement féministe s'essouffle alors que les pays occidentaux, les uns après les autres, accordent le droit de vote aux femmes, ce qui apparaissait, et apparaît d'ailleurs toujours, comme la demande la plus importante de la première vague féministe. Cette victoire ne signifie cependant pas que la situation des femmes est semblable à celle des hommes. Ainsi, la participation aux instances dirigeantes est encore, de fait, un interdit. De plus, dans une Europe qui a perdu des millions d'hommes, la femme est remise au foyer pour assurer le repeuplement.
L'après-guerre marque un retour en arrière important. L'historien Richard J. Evans, dans son ouvrage The Feminists: Women's Emancipation Movements in Europe, America and Australasia 1840-1920, écrit d'ailleurs que « 1920 marque la fin de l'ère du féminisme »,. Cette affirmation est toutefois nuancée par d'autres, comme Nancy F. Cott, qui voient la période de 1920 à 1960 comme un moment de transition.
Selon la majorité des auteurs et des historiens, la deuxième vague du féminisme, qui démarre aux États-Unis et qui s'étend progressivement à d'autres pays du monde, couvre la période des années 1960 et 1970.
Alors que la première vague se concentrait sur le droit de vote et les questions liées aux obstacles légaux de l'égalité des sexes (droit à la propriété, divorce, etc.), la seconde vague féministe étend le débat à des problèmes sociaux plus larges comme la sexualité, la famille, le travail ou les droits liés à la procréation. Elle attire l'attention sur la violence domestique, notamment par la création de refuges pour les femmes violées ou battues, et exige des adaptations des lois sur le divorce et la garde des enfants.

## Nuances par pays

### États-Unis

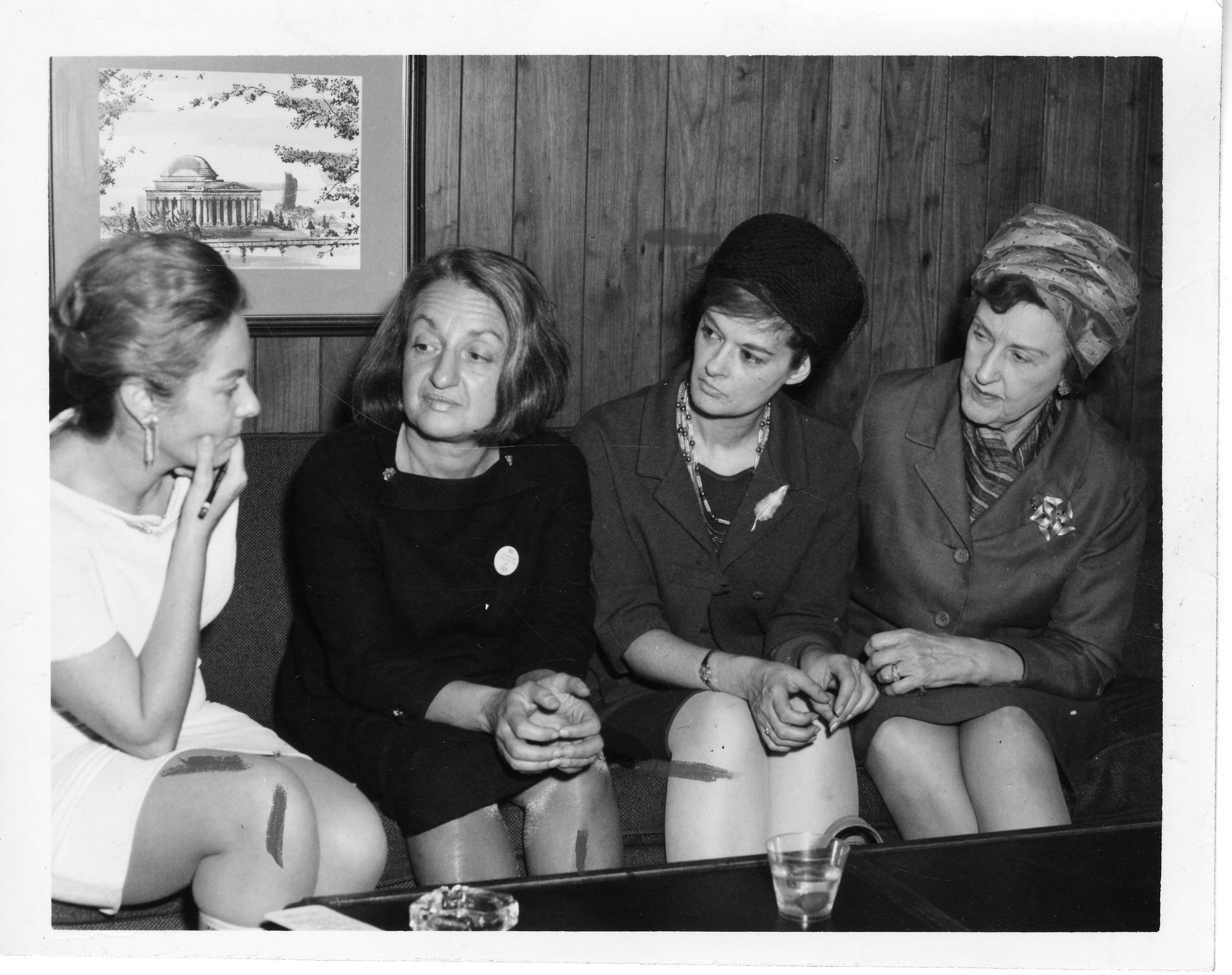
Betty Friedan, Barbara Ireton et Marguerite Rawalt (1968).

Quoique, par facilité, les deux premières vagues soient le plus souvent nettement séparées, à aucun moment les féministes américaines ne cessèrent de lutter pour l'égalité des droits. Les associations féministes ne disparaissent pas après l'accès au droit de vote des femmes.
Deux groupes importants font le lien entre les deux périodes : le National Woman's Party et la League of Women Voters, dont les idées ne concordent par contre pas totalement. Le premier milite pour que tout ce qui autorise légalement jusque là la discrimination soit interdit par la constitution, alors que le second groupe milite pour le maintien des lois favorisant les femmes dans le monde du travail. C'est cette dernière revendication qui attire davantage les femmes, surtout celles de la classe moyenne.
Par ailleurs, des associations de défense des droits civiques, comme la YWCA (abrégée parfois en Y), relient les personnes luttant contre la ségrégation et les féministes. Des groupes pacifistes, tel le Women Strike for Peace fondé en 1961, attire des féministes de la première vague et de nouvelles venues qui seront au cœur de la deuxième vague. Enfin les syndicats mènent aussi des combats pour obtenir l'égalité des droits dans le monde du travail. Cela permet, au début des années 1960, dans certains états, le vote de lois interdisant l'inégalité salariale. En 1963, l'état fédéral établit la même loi, le Federal Equal Pay Act sur tout le territoire de l'union.
Toujours aux États-Unis, Betty Friedan, influencée par Le Deuxième Sexe de Simone de Beauvoir, écrit en 1963 The Feminine Mystique (publié en français sous le titre La Femme mystifiée). Elle y critique l'image de la femme véhiculée par les médias et s'érige contre la famille nucléaire comme modèle du bonheur. Elle considère que la limitation des femmes à la sphère privée est un gaspillage de leur potentiel.
La même année, John F. Kennedy diffuse le rapport sur l'égalité des sexes de la Commission sur le Statut des Femmes qui révèle les discriminations contre les femmes. Ceci conduit à la constitution de nombreux groupes de femmes tant au niveau des états qu'au niveau fédéral. Le mouvement se renforce avec les victoires législatives comme la loi sur l'égalité des salaires de 1964 ou la décision de la Cour suprême des États-Unis qui annule une des dernières lois de Comstock sur l'interdiction de la contraception (affaire « Griswold v. Connecticut »).
En 1966, Betty Friedan est l'une des fondatrices de la National Organization for Women (NOW, sigle qui se traduit par « « maintenant » ») et la création de Ms. Magazine par Gloria Steinem et Dorothy Pitman Hughes. Les actions féministes se font parfois provocatrices, comme en 1968 quand sont organisées les funérailles de la féminité traditionnelle au Cimetière national d'Arlington, le couronnement d'une brebis « Miss Amérique » et l'opération « poubelles de la liberté » qui recueillent des objets symboles d'une féminité corsetée soutiens-gorge, gaines, faux-cils, etc.).
Ces années, 1960 et 1970, sont une période d'avancées pour la cause des femmes et parmi les victoires des mouvements féministes, on compte, entre autres, l'extension de la discrimination positive aux femmes (1967), la désignation de l'illégalité du viol conjugal, la loi sur l'égalité dans l'éducation pour les femmes (Women's Educational Equity Act) en 1972 ou la légalisation du divorce par consentement mutuel. Ces faits auront surtout permis un changement des mentalités dans la société américaine.
C'est en 1960 que la Food and Drug Administration approuve finalement l'usage de la contraception. Des féministes ont essayé elles-mêmes de sensibiliser les Américains de cette nouvelle pratique à travers des workshops. Le but était de conseiller les femmes sexuellement actives mais aussi de parler de sujets tabous comme les infections sexuellement transmissibles et l'avortement. Le mouvement Amour libre étant très populaire dans les années 1960 et 1970, les féministes ont pu en tirer profit et aborder encore une fois cette affaire et distribuer des brochures dans les campus universitaires pour éduquer les étudiants sur ce sujet.
Cette période voit aussi des divisions profondes apparaître chez les féministes. D'un côté se retrouvent les féministes radicales qui définissent la femme à l'aide de critères physiologiques, et de l'autre, les militantes du mouvement de libération des femmes qui décrivent la féminité comme une production sociale. Par ailleurs, alors que le féminisme se présentait comme une défense des droits des femmes quelles que soient leurs particularités, des distinctions liées aux origines ethniques se font sentir et engendrent la création de nouveaux mouvements, plus particuliers. Par exemple, le black feminism, devient un mouvement visible, grâce à des personnalités comme Ella Baker : elle explique que les femmes noires sont soumises à plusieurs formes d'oppressions qui s'additionnent. Alors que les femmes blanches avaient tout juste commencé à avoir le droit aux contraceptions , les femmes noires risquaient la stérilisation.Ces pratiques étaient influencées par des idéologies eugénistes. Les violences sexistes s'ajoutent aux violences racistes et, selon une vision marxiste émise par d'autres comme Angela Davis, aux violences capitalistes frappant les milieux plus pauvres, où se retrouvent souvent de nombreux noirs américains. Ce type de discours prépare ainsi celui sur l'intersectionnalité et annonce plus généralement la troisième vague féministe.

### France

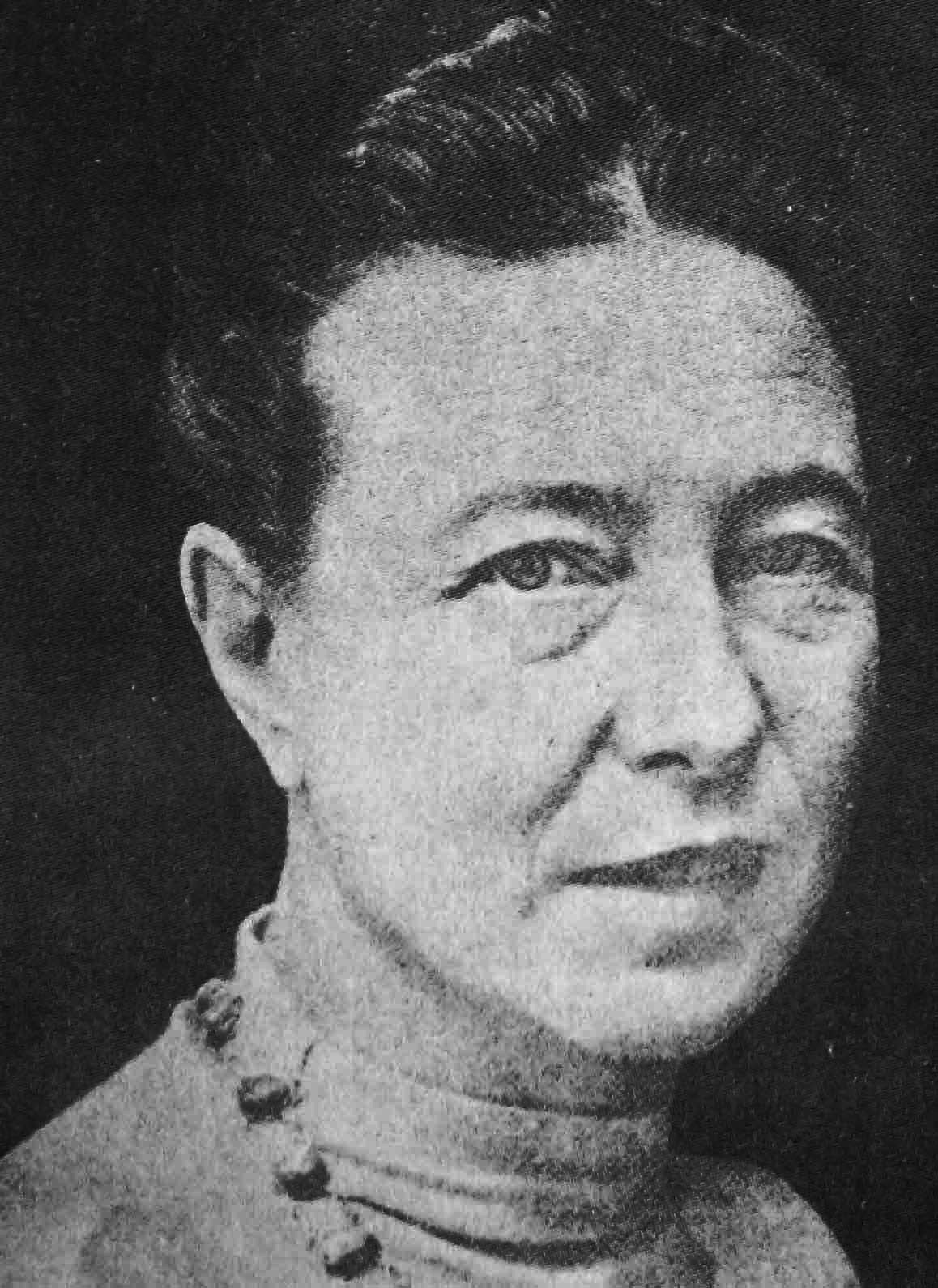
Simone de Beauvoir, novembre 1968.

En France, la seconde vague naît avec la publication de l'essai de Simone de Beauvoir en 1949, Le Deuxième Sexe, et s'inspire des mouvements féministes anglo-saxons, les Women's Lib.
À la fin des années 1960, des groupes féministes se forment sans qu'ils soient unifiés entre eux. Le rapprochement se fait à partir de 1970, la date exacte étant toujours l'objet de débats, et des actions communes sont organisées dès cette année qui marque le début de la décennie. En mai, le journal L'Idiot international de Jean-Edern Hallier publie le Combat pour la libération des femmes. Ce texte est suivi d'une action le 26 août 1970, lorsque des femmes, dont Christiane Rochefort, Christine Delphy et Monique Wittig, tentent de déposer une gerbe sous l'Arc de triomphe en hommage à la femme du Soldat inconnu : cette date est souvent retenue pour marquer la naissance du Mouvement de libération des femmes.

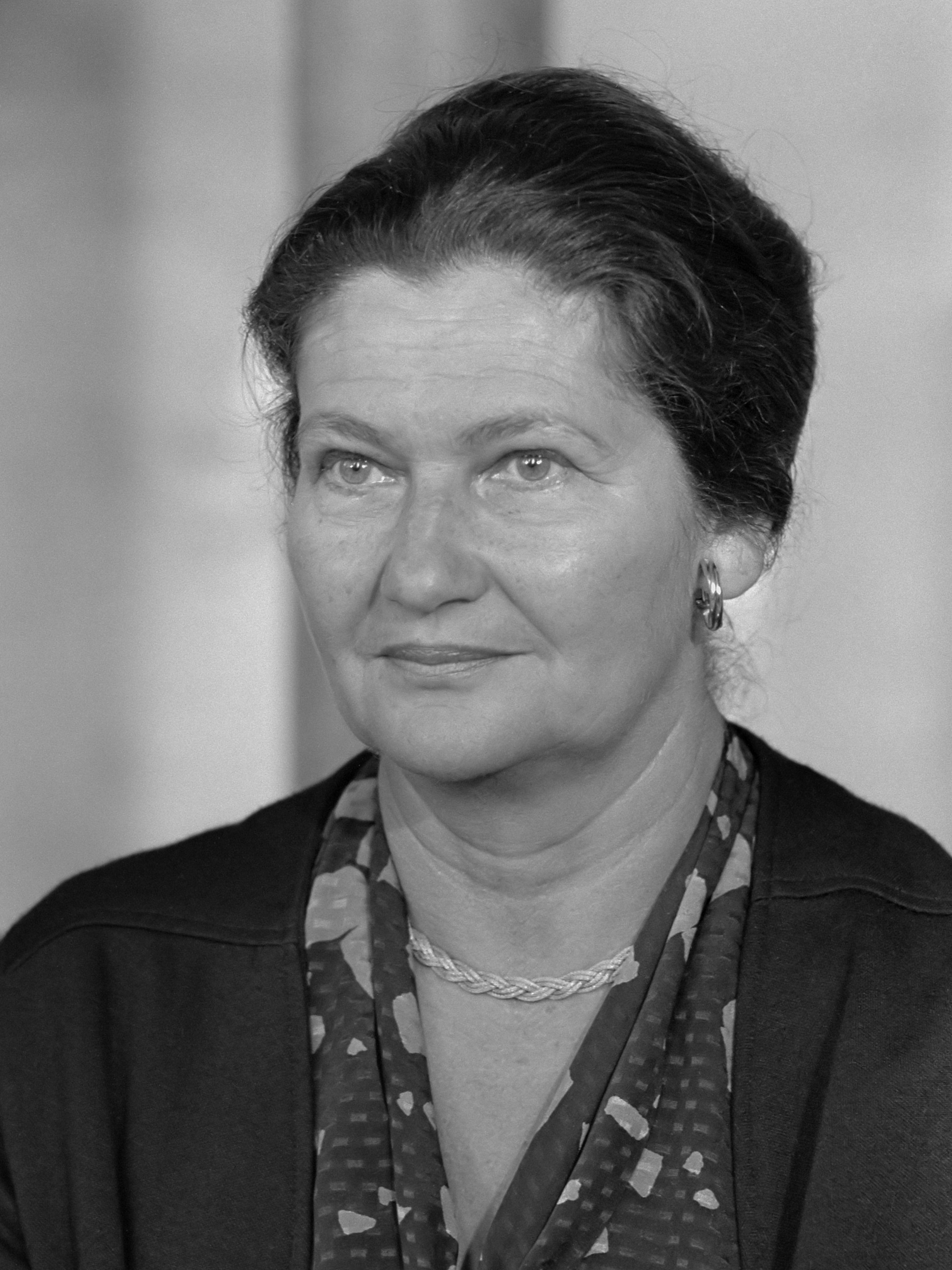
Simone Veil (1984).

Les militantes ont alors l'impression d'être les laissées pour compte de mai 1968 et veulent transformer la société qui ne semble leur réserver qu'un rôle domestique ou technique. Les combats principaux portent sur la reconnaissance du travail domestique, la libération de la sexualité et le droit à l'avortement libre et gratuit.
En 1971, à l'initiative des journalistes Jean Moreau et Nicole Muchnik, Simone de Beauvoir rédige le manifeste des 343. Cette pétition signée par 343 françaises, connues ou inconnues, qui ont choisi l'avortement, risquant leur exposition à l'époque à des poursuites pénales, paraît dans le Nouvel Observateur du 5 avril et commence par ces mots : « Un million de femmes se font avorter chaque année en France. Elles le font dans des conditions dangereuses en raison de la clandestinité à laquelle elles sont condamnées, alors que cette opération, pratiquée sous contrôle médical, est des plus simples. On fait le silence sur ces millions de femmes. Je déclare que je suis l'une d'elles. Je déclare avoir avorté. De même que nous réclamons le libre accès aux moyens anticonceptionnels, nous réclamons l'avortement libre ». Le droit à l'avortement sera gagné lors de l'adoption de la loi Veil du 17 janvier 1975, dépénalisant l'interruption volontaire de grossesse. Précédemment, les luttes féministes avaient déjà permis la légalisation du droit à la contraception en 1967 et 1974.
Enfin, sur d'autres points les femmes parviennent aussi à obtenir l'égalité : mixité des concours de la fonction publique en 1974, interdiction des licenciements motivés par le sexe ou la situation familiale des personnes, instauration du divorce par consentement mutuel, etc.
En parallèle des organisations féministes françaises, des femmes immigrées ou exilées originaires d'Amérique du Sud, d'Afrique subsaharienne ou du Maghreb créent dans la France des années 1970-1980 de nombreuses associations locales portant sur des thèmes similaires mais en y mêlant des caractéristiques particulières, liées à leur pays ou région d'origine, notamment d'un point de vue politique, culturel et social.

### Royaume-Uni
Dans les années 1970, au Royaume-Uni, le militantisme féministe prend des formes très diverses : création de centres pour femmes, campagnes variées, marches contre les limitations de l'avortement, ouverture de refuges pour les femmes victimes de violences, etc..
Des actions sont organisées pour attirer l'attention des médias, comme en 1970 lorsque des féministes armées de farine, boules puantes et pistolets à eau interrompent le concours de Miss Monde qui se tient au Royal Albert Hall à Londres. Leur slogan « We are not beautiful, we are not ugly, we are angry » (« Nous ne sommes pas belles, nous ne sommes pas laides, nous sommes en colère »).
Les féministes manifestent aussi leurs positions grâce à l'écrit que ce soit par des ouvrages comme celui de Germaine Greer, La Femme eunuque, qui devient rapidement un best-seller mondial, ou par le premier magazine féministe radical, Spare Rib, lancé par Marsha Rowe et Rosie Boycott.
Les féministes obtiendront en 1967 la légalisation de la contraception (la pilule contraceptive devient ensuite « gratuite » en 1974) et celle de l'avortement sous certaines conditions, après avoir obtenu la loi sur la propriété des femmes mariées (1964), et avant de voir le votes de la loi sur l'égalité des salaires (1970), de la loi sur la discrimination sexuelle (1975) et de la loi sur la violence domestique (1976).

### Allemagne
Le féminisme, après la Première Guerre mondiale, s'était déjà affaibli en Allemagne, puis, à la suite du nazisme et de la Seconde Guerre mondiale, les femmes sont renvoyées au foyer.
Bien que légalement, elles ont, dès cette époque, quasiment les mêmes droits que les hommes, les femmes qui s'engagent dans ce nouveau mouvement féministe exigent des améliorations dans le fonctionnement même de la société. Alors qu'elles sont au début des années 1960 proches des partis de gauche et des mouvements étudiants, les féministes se rendent compte qu'elles ne sont pas entendues par les hommes qui interviennent dans ces groupes. Elles se détachent donc de ceux-ci et développent de façon indépendante leurs discours.
Une des plus importantes actions de l'époque est la publication, sur le modèle français, d'un texte de 374 femmes reconnaissant leur propre avortement. Un second point important concerne la division du travail dans la société avec comme point central la question des tâches ménagères. Les rapports entre les deux sexes sont alors analysés comme des rapports de pouvoir. Les revendications féministes se développent dans la société et parviennent à toucher les autres allemands grâce à la multiplication des revues, des maisons d'éditions de femmes, des collections de livres sprécialisés publiés chez les éditeurs reconnus, etc..

### Italie
Dans les années 1960 et 1970, les féministes italiennes critiquent les activistes des années précédentes, mais s'opposent aussi entre elles. Souvent associées aux mouvements de la Nouvelle Gauche et tentées, selon leurs adversaires, par l'extrémisme, elles se retrouvent aussi parfois, au contraire, dans des partis politiques mieux intégrés dans la vie politique classique. Ainsi, l'Unione Donne Italiane est liée aux partis communiste et socialiste, qui voient cependant plutôt d'un mauvais œil ce mouvement. Toutefois les divisions s'atténuent progressivement et ce qui était à l'origine considéré comme des exigences extrêmes sont peu à peu récupérées par les partis officiels.

### Amérique latine
Les grands pays d'Amérique latine comme le Mexique, le Brésil ou l'Argentine, connaissent aussi cette deuxième vague mais elle reste un phénomène cantonné aux capitales et touchent surtout les classes aisées. Dans les années qui suivent, les luttes politiques entre les mouvements clandestins armés et les dictatures empêchent les revendications féministes de s'exprimer publiquement et les conquêtes de la deuxième vague féministe occidentale ne trouvent pas d'écho en Amérique centrale et en Amérique du Sud avant les années 1980.

### URSS
En URSS, malgré certaines lois favorables aux femmes, les discriminations perdurent, notamment en matière de carrière ou de salaire, et la violence conjugale et le harcèlement sexuel demeurent. Les femmes des années 1960 et 1970 baissent les bras, l'inégalité ne semble plus poser un problème majeur pour eux. Pendant la Glasnost et à la suite de la chute de l'Union soviétique, des cercles féministes commencent à émerger parmi l'intelligentsia féminine des grandes villes, mais le déclin économique de la Russie post-soviétique est particulièrement lourd à porter pour les femmes sur le plan financier. En 1980, elles représentent de 70 à 80 % des personnes au chômage en Russie. Les postes ouverts aux femmes sont souvent peu rémunérés et beaucoup d'offres d'emploi précisent que seules des femmes jeunes et belles peuvent soumettre leur candidature.

### Luxembourg
Comme dans d’autres pays européens et de l’Ouest, la deuxième vague féministe prend lieu au grand-duché du Luxembourg à partir des années 1970. Alors que la première vague a majoritairement été organisée par des femmes issues de la bourgeoisie qui s’occupaient du droit de travail et d’autres questions sociales, le second mouvement s’exprime principalement par la revendication de changer le Code civil qui prive la femme mariée de plusieurs droits civils. D’autres thématiques visées sont la libéralisation de l'avortement et l’égalité sur le marché du travail. Le mouvement féministe s’organise principalement autour de l‘organisation Mouvement pour la libération des femmes (MLF). S’inspirant du Mouvement de libération des femmes français, 16 femmes, dont plusieurs juristes, créent le MLF luxembourgeois au début de l’année 1972.
Les lois de 1972 et 1974 réformant le Code civil
Les féministes du MLF se focalisent en premier lieu sur le statut légal de la femme mariée. Reformer le droit matrimonial est leur première campagne de grande envergure. Une démonstration organisée par le MLF, les Femmes socialistes, et l’Union des Femmes le 30 mai 1972 devant la Chambre des députés semble porter ses fruits : par une motion, les partis politiques responsables promettent de reformer le droit matrimonial avant les congés parlementaires 1973. La loi du 12 décembre 1972 relative aux droits et devoirs des époux est considérée comme un premier pas vers l’égalité de l’homme et de la femme. Mais pour le mouvement féministe, cette réforme n’est qu’une demi-réforme, vu qu’elle ne traite pas du droit concernant les biens matrimoniaux. D’après un article du d'Lëtzebuerger Land, la promesse des partis politiques n’est toujours pas remplie en novembre 1973, ce qui est critiqué par le MLF. Enfin, en février 1974, la loi portant réforme des régimes matrimoniaux entre en vigueur.
La loi de 1978 dépénalisant l’avortement
Depuis sa création, le MLF défend le point de vue que la poursuite pénale ne fait pas baisser le nombre d’avortements. Ses militantes revendiquent alors le droit d’avortement médical durant les trois premiers mois après la conception. S’inspirant d’actions féministes en France et Allemagne, en 1975 le MLF lance une campagne sous forme de pétition. L’organisation collecte 421 signatures de femmes et hommes qui ont signé les déclarations « Je déclare avoir avorté » ou « Je me déclare solidaire des femmes qui ont avorté ».
Déjà en 1974, la coalition PD/POSL avait déclaré que la question de l’avortement sera reformée. Deux ans plus tard, le projet de loi relatif à l’information sexuelle, à la prévention de l’avortement clandestin et à la réglementation de l’interruption de la grossesse est déposé. La loi est votée le 25 octobre 1978. L’avortement est désormais autorisé si la santé de la femme est menacée par la grossesse ou la naissance de l’enfant, si l’enfant sera atteint d’une maladie grave, ou si la grossesse est le résultat d’un viol. Le MLF regrette que cette loi n’offre pas de solutions pour la plupart des femmes concernées par la question de l’avortement, vu que les avortements sont majoritairement effectués à cause de raisons matérielles et sociales.

## Remise en cause et limites
À la suite de cette deuxième vague féministe, la société occidentale voit surgir une critique antiféministe, mise en lumière par quelques personnes comme Susan Faludi dans son livre Backlash, la guerre froide contre les femmes. « Susan Faludi décortique et met à jour les stratégies patriarcales très offensives qui visent l’effacement pur et simple du féminisme et un retour des femmes sous la tutelle masculine ». La première de ces stratégies est de discréditer le féminisme en le rendant responsable du malheur des femmes qui se retrouvent désormais seules et non indépendantes. Ces messages que relaient les arts, le cinéma par exemple, ou les médias visent à donner une image de la féminité toujours soumise à un modèle qui n'est finalement qu'une variation de l'ancien : la femme séduisante, aux canons masculins, se réalisant enfin lorsqu'elle est mère.
Or dès la naissance du féminisme de la deuxième vague, une critique se fait entendre de la part de femmes noires qui ne se sentent pas incluses dans le mouvement féministe. Pour elles, il représente des femmes blanches bourgeoises, mais il ne représente pas toutes les femmes. En 1982 paraît le livre All the Women Are White, All the Blacks Are Men, But Some of Us Are Brave qui regroupe différents textes féministes. Femmes, race, classe d'Angela Davis, rédigé en 1983, tente d'analyser historiquement pourquoi les femmes de couleur ne se sentent pas concernées par les luttes féministes. Kimberlé Crenshaw définit alors la notion d'intersectionnalité dans un article paru en 1989, « Demarginalizing the Intersection of Race and Sex: A Black Feminist Critique of Antidiscrimination Doctrine, Feminist Theory and Antiracist Politics », dans lequel elle évoque le fait qu'être une femme noire est à l'intersection de deux oppressions : le fait d'être une femme et le fait d'être noire, et que ces oppressions interagissent et se renforcent. Par ailleurs, se met aussi en place la théorie queer, après la parution en 1992 aux États-Unis de la Pensée straight de Monique Wittig.
Ces deux voies, l'intersectionnalité et la théorie queer, vont permettre la naissance d'une troisième vague féministe basée sur la diversité, que Rebecca Walker, fille d'Alice Walker (une féministe noire) appelle à advenir dans l'article Becoming the Third Wave paru en 1992.